# Каунерберг
Каунерберг (нем. Kaunerberg) — коммуна в Австрии, в федеральной земле Тироль.
Входит в состав округа Ландек. Площадь общины составляет 23,45 км², население — 437 человек (1 января 2021), плотность населения — 19 чел./км². Официальный код — 70610.

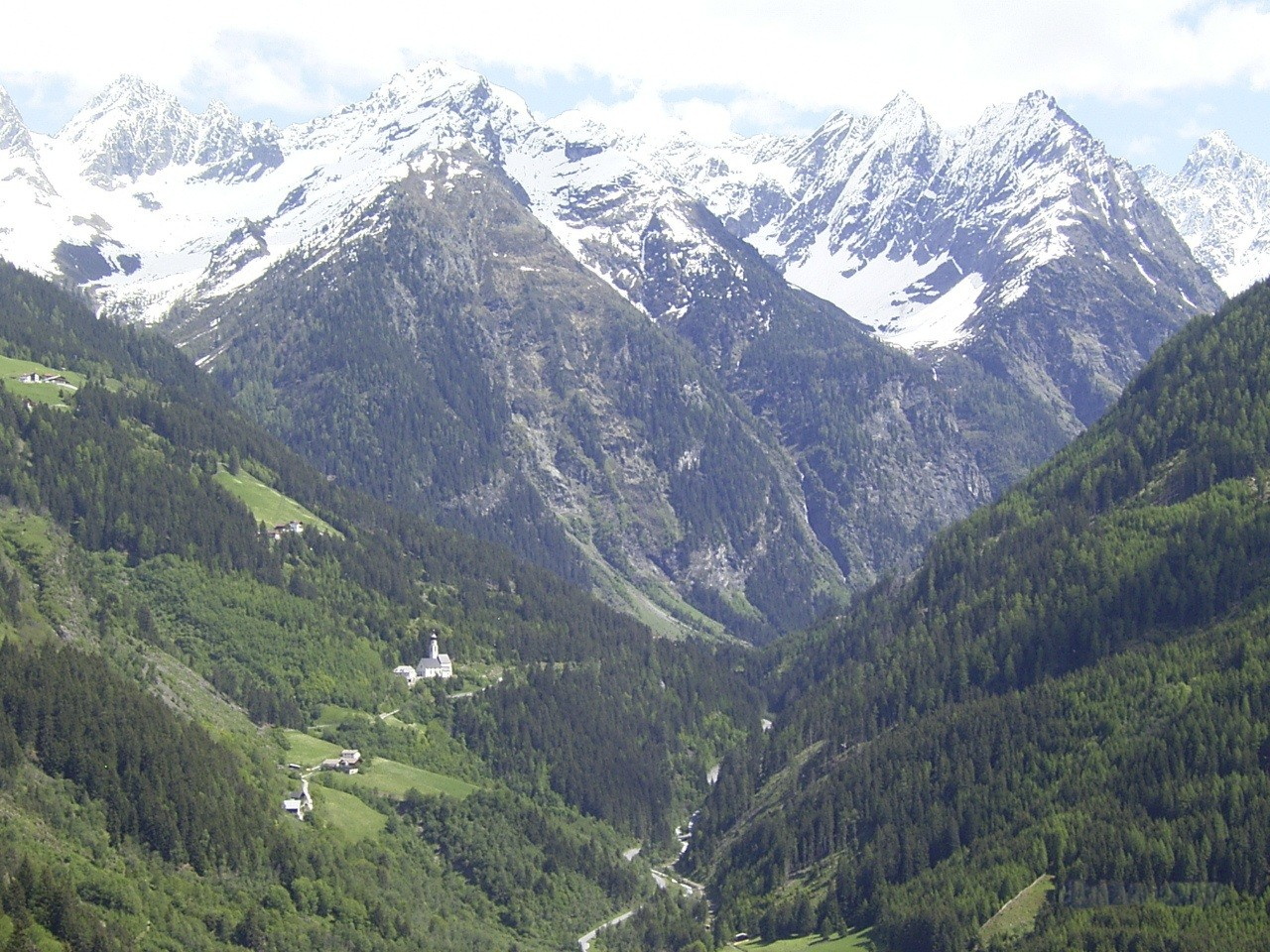
Каунерберг

## Политическая ситуация
Бургомистр коммуны — Петер Мориц (АНП).